# The North Face 100
The North Face 100 est une série d'ultra-trails de 100 kilomètres chacun disputés chaque année dans la région Asie-Pacifique. Sponsorisée par l'équipementier The North Face, elle existe depuis 2008 et compte huit épreuves dans sept pays différents en 2015.

## Programme
| Nom de la course               | Pays                          | Date     |
| ------------------------------ | ----------------------------- | -------- |
| The North Face 100 Thailand    | Thaïlande                     | Janvier  |
| The North Face 100 Taiwan      | Taïwan                        | Avril    |
| The North Face 100 China       | République populaire de Chine | Mai      |
| The North Face 100 Australia   | Australie                     | Mai      |
| The North Face 100 Philippines | Philippines                   | Juin     |
| The North Face 100 Singapore   | Singapour                     | Octobre  |
| The North Face 100 Japan       | Japon                         | Novembre |
| The North Face 100 Hong Kong   | République populaire de Chine | Décembre |